# École nationale supérieure d'architecture de Normandie

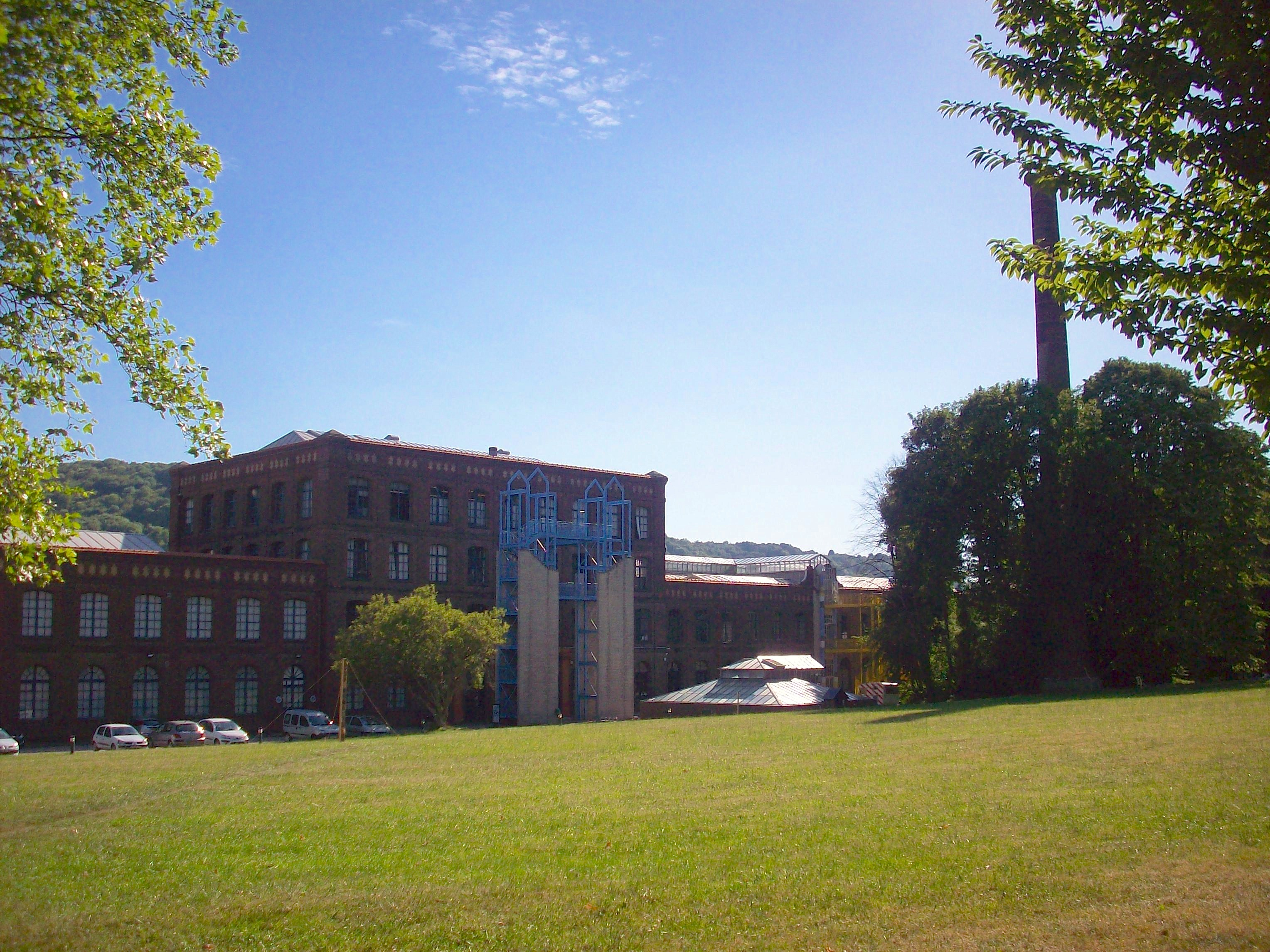
L'ancienne usine Fromage, devenue l'École nationale supérieure d'architecture de Normandie

L'École nationale supérieure d'architecture de Normandie (ENSA Normandie) est installée dans une ancienne usine textile édifiée par Lucien Fromage de 1875 à 1880, située à Darnétal (dans l'agglomération de Rouen). Le bâtiment a été construit par des ingénieurs anglais, avec une structure achetée sur catalogue et une enveloppe de briques de grande qualité que l’on trouvait parfois à cette époque.
L'usine Fromage a été réhabilitée par les architectes Patrice Mottini et Pierre Dufflo, sous la maîtrise d’ouvrage du Ministère de l'Equipement pour un montant de 21 millions de francs soit 3 201 430 euros TTC. L’école offre 6 000 m2 de surface utile à ses étudiants, au milieu d’un parc arboré de 2,5 hectares. Le site reste identifié à son passé industriel car il a été choisi de préserver son identité.
L’ENSA Normandie est un établissement public national à caractère administratif (EPA) sous la tutelle partagée du Ministère de la Culture et de la Communication en co-tutelle avec le ministère de l'Éducation nationale, de l’Enseignement Supérieur, de la Recherche et de l'Innovation. Cette école appartient au réseau des vingt écoles d’architecture françaises. Elle est membre de la Communauté d’Universités et d’Etablissements Normandie Université (ComUE) et de la Conférence de l'enseignement supérieur de l'agglomération de Rouen (CESAR).
L’ENSA Normandie s’inscrit dans de nombreuses collaborations : avec la Drac Normandie, le Rectorat de l’académie de Normandie et les établissements scolaires de l’Académie (Programmes d’éducation architecturale et artistique - Graines d'architectes - Résidence d'étudiants en Lycée, Voyage en ville), la Fondation Culture et diversité (Programme Egalité des chances), avec les professionnels de l’architecture en partenariat avec le Conseil régional de l’ordre des architectes de Haute-Normandie, la Maison de l’architecture de Normandie, avec les collectivités (région Normandie, Ville de Rouen, Métropole Rouen Normandie, CAUE 76, 27 et 14 en particulier).
L'ENSA Normandie s'adresse à environ 700 étudiants dont environ 120 en première année.

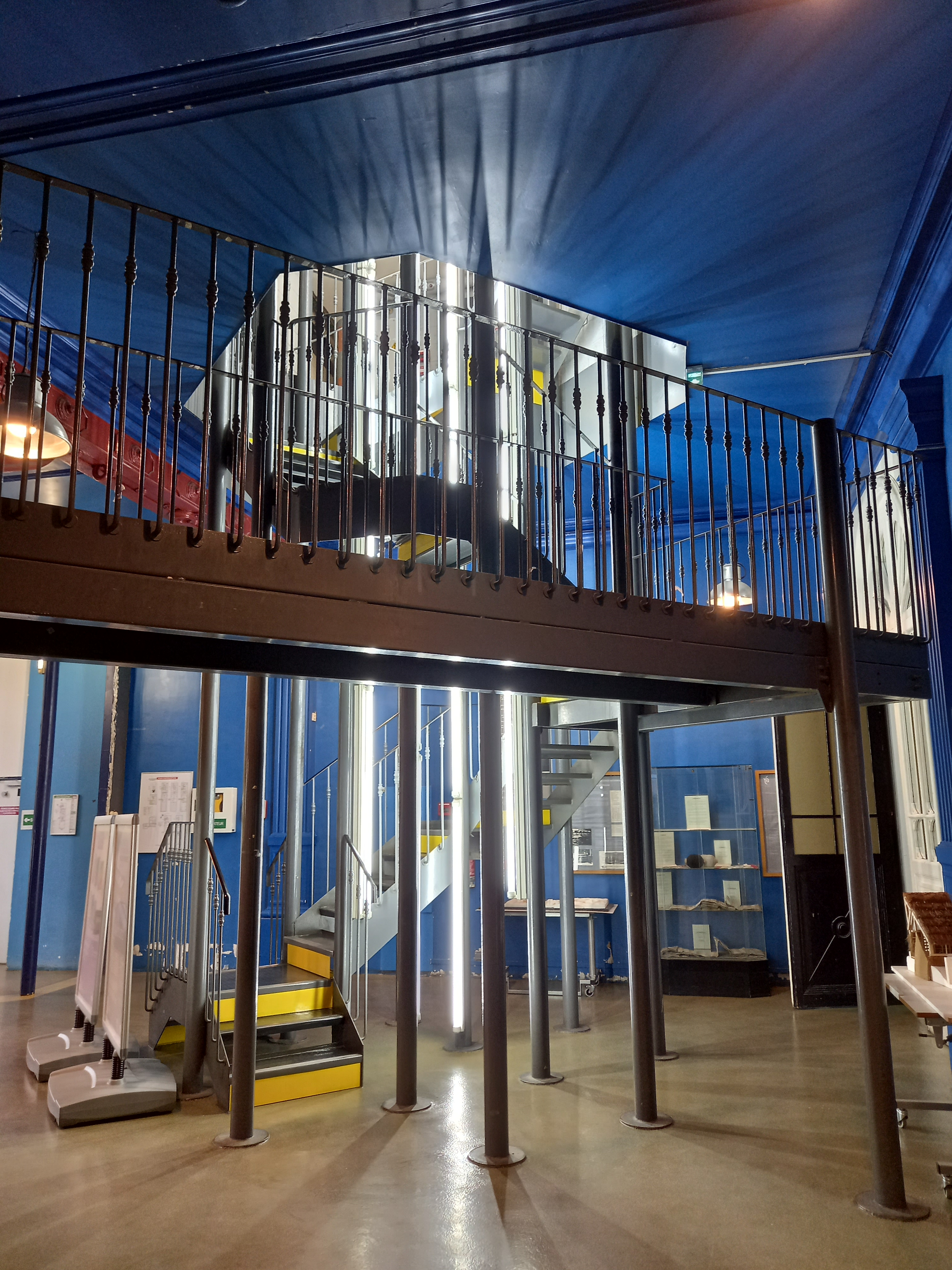
L'escalier dans le hall d'entrée de l'école.

## Histoire
L'École nationale supérieure d'architecture de Normandie fut la première École Régionale d'architecture à ouvrir.
Elle fut créée en 1904, après qu'en 1893, le Congrès International des Architectes eut parlé pour la première fois de la création d'une école régionale d'architecture à Rouen.
En 1940, l’ENSA Normandie emménage, avec l’école des Beaux-Arts, dans l’aître Saint-Maclou, un des hauts lieux de l’histoire architecturale de Rouen.
Dans un premier temps, elle a été rattachée à l'École nationale des beaux-arts de Paris, pour ensuite prendre son autonomie pédagogique en 1968 puis juridique en 1982 en devenant un établissement public national à caractère administratif.
L’École Nationale Supérieure d’Architecture de Normandie est à l’origine du projet d’installation dans l’usine Fromage, une usine de fabrication de bretelles et de sangles élastiques qui a fermé définitivement ses portes en 1976.
À la fin des années 1970, face à l’accroissement des effectifs étudiants, le transfert de l'unité pédagogique d'Architecture de Normandie qui partage avec l’école des Beaux-arts l’espace exigu de l’aître Saint-Maclou dans le centre de Rouen, devient une urgence. Après plusieurs options rejetées, l’Établissement public de la Basse-Seine propose l’usine Fromage, qu’il vient de racheter au Ministère de l’Urbanisme et du Logement, à l’époque ministère de tutelle des écoles d’Architecture. Le site présente de nombreux atouts tels que la qualité architecturale et les dimensions du bâtiment, son très bon état de conservation et son implantation privilégiée au sein d’un parc de 4 ha.
En décembre 1980, la proposition est adoptée. Le projet de reconversion de l’ancienne usine en école d’architecture porte sur le corps central et l’aile ouest de l’édifice, soit 75 % de la surface globale du bâtiment, soit 6 000 m² au total. De son côté, le Conseil général de la Seine-Maritime rachète l’aile Est pour y implanter une annexe des archives départementales. Les deux programmes feront l’objet de projets distincts. Le programme de l’école d’architecture est élaboré par un groupe de travail qui réunit, sous l’égide du conseil d’administration, les futurs utilisateurs du lieu : enseignants, administratifs et étudiants. La volonté de réinvestir l’ancienne usine de façon contemporaine, mais en préservant autant que possible les formes et symboles témoignant du passé industriel y est énoncée clairement. Le respect des façades et de la volumétrie générale du bâtiment figure parmi les priorités. Le programme prévoit en revanche la reprise complète des volumes intérieurs afin de créer les espaces nécessaires au fonctionnement de l’école : salles de cours, laboratoires de recherche, amphithéâtre, ateliers, bibliothèque, bureaux et une cafétéria. Sa capacité d’accueil est alors établie à 400 étudiants. En mai 1981, sur les trois équipes retenues parmi les 51 candidats initiaux, le jeune architecte brionnais Patrice Mottini, associé avec Pierre Duflo, est désigné lauréat du concours. Son projet ingénieux et provocateur, concilie, comme l’exige le programme, l’aspect industriel du bâtiment et du site, qui sont un emblème de l’architecture industrielle de la fin du XIXe siècle, avec le caractère à la fois institutionnel et public d’une école d’architecture de rayonnement national.
Le Ministère de l’Équipement, qui était le maître d’ouvrage, n’était donc pas à l’initiative du projet. Le Maître d’Ouvrage Délégué était la Direction départementale de l'Équipement de Seine-Maritime. Le projet était de transformer cette usine textile, dont les ateliers étaient entièrement destinés aux métiers à tisser de marque Stäubli frères et Cie, en locaux d’enseignement supérieur avec une règlementation et un cahier des charges très différents.
L’usine Fromage est un édifice imposant par ses dimensions monumentales avec ses 162 mètres de longueur sur 24 mètres de largeur. Sa composition est classique avec un corps central flanqué de deux ailes latérales symétriques et par ses façades austères. Les motifs étoilés en brique jaune représentées sur le bandeau qui couronne l’édifice, le balcon sur la façade principale signalant le bureau du directeur et le dessin hiérarchisé des baies (cintré au premier niveau et en arc segmentaire sur les étages) constituent les seules concessions décoratives apportées au bâtiment. Un niveau de soubassement au sud, sur la rue des Petites-Eaux-de-Robec, permet de rattraper la déclivité du terrain.

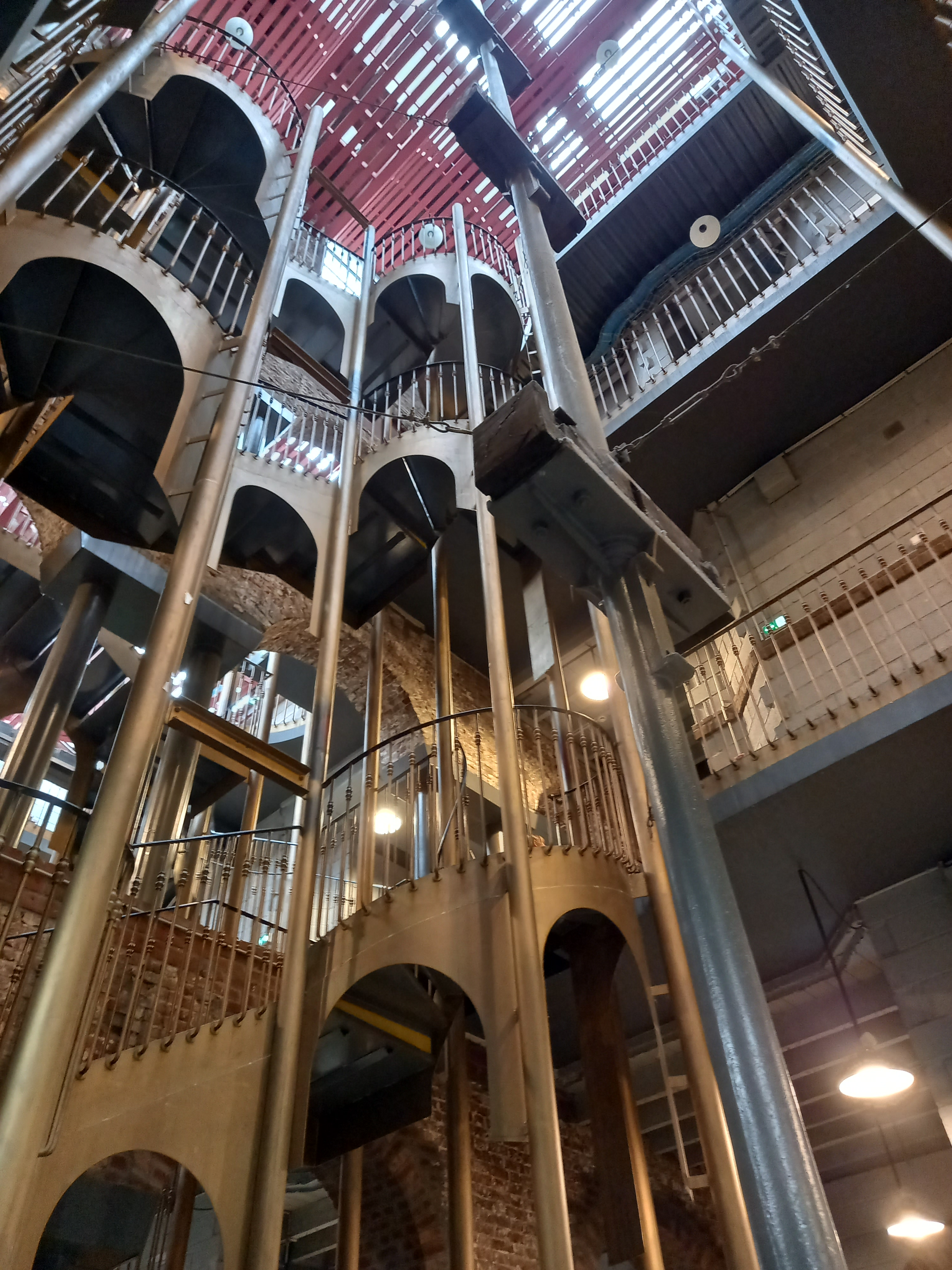
Les escaliers principaux au cœur de l'ENSA.

À l’intérieur du bâtiment, chaque niveau d’atelier consistait jadis en un vaste plateau libre éclairé par de larges baies. L’ossature de l’usine se composait de poteaux de fonte régulièrement espacés de 6,35 mètres dans la largeur et de 3,50 mètres dans la longueur ainsi que de poutres en bois portant des planchers constitués de solives et de parquets en sapin. La solidité et la souplesse de ce système constructif permettait de supporter le poids des machines et d’encaisser leurs vibrations. Dans les deux ailes, chaque niveau d’atelier comptait 6 rangs de 18 métiers à tisser. Il y en avait proportionnellement autant dans le corps central, à l’exception du rez-de-chaussée, où étaient installées les machines à vapeur, et du premier étage où se trouvaient les bureaux. Cela faisait un total de près de 500 métiers mus par deux puissantes machines à vapeur Corliss.
« l’aménagement interne est (...) rempli d’une surprenante variété d’espaces (...) mais creusé en son centre par un vide solennel.
Lors de la réhabilitation, comme le demandait le programme, un espace centré servant de lieu de passage, d’échanges et de rencontres, a été créé à l’intérieur du bâtiment, à la jonction du corps central et de l’aile ouest. À cet endroit, tous les planchers ont été supprimés pour réaliser une percée sur toute la hauteur du bâtiment. Une verrière a été installée en couverture. Elle assure l’éclairage zénithal de cet espace évidé conçu comme un puits de lumière. Le double escalier monumental en métal doré qui dessert tous les niveaux du bâtiment est inspiré du dessin des escaliers de l’usine. Les rampes et les garde-corps, commandés à des artisans-décolleteurs du Massif central, reprennent le modèle original adapté aux normes de sécurité actuelles. Cependant, la circulation dans cet escalier labyrinthique ne relève pas d’une rationalité industrielle, mais plutôt d’une poésie du mouvement. Dans cet espace centré, l’architecte a souhaité conserver sur toute la hauteur du bâtiment une trame de l’ossature d’origine : des poteaux de fonte couronnés d’une platine sur laquelle sont boulonnées des poutres en bois maintenant sectionnées. Outre sa fonction décorative, cet assemblage constitue un précieux témoignage de la technique constructive employée dans l’architecture industrielle au XIXe siècle, non sans valeur didactique pour des étudiants en architecture. Dans une des salles de cours dans l’aile Ouest, un escalier à colimaçon d’origine a été conservé. Il dessert désormais une mezzanine servant d’atelier.
Au rez-de-chaussée de l’aile ouest, l’amphithéâtre de l’école est directement accessible depuis l’espace centré. C’est un espace ouvert de 190 m² et d’une capacité d’accueil de 120 places. Il est doté d’un équipement spartiate constitué de banquettes en béton encaissées dans le sol, sans dossier ni tablette. La différence entre l’espace disponible dans l’école (6 000 m²) et la surface requise par le programme (3 460 m²) a permis à l’architecte de traiter l’extrémité ouest de l’usine comme un vaste espace de décompression. Dans ce grand hall qui occupe les neuf dernières travées de l’aile ouest, la seule intervention architecturale a consisté à supprimer les planchers existants sur les 3 niveaux que compte le bâtiment à cet endroit, afin de révéler la structure et la charpente d’origine sur 13 mètres de hauteur. Ce vaste volume de 611 m² est utilisé ponctuellement comme atelier d’expression artistique, salle d’exposition ou encore pour les journées de jury. Il constitue une précieuse réserve d’espace en cas d’extension. Dans son projet original où l’entrée de l’école devait s’effectuer par l’aile ouest, Patrice Mottini considérait le grand hall comme un espace d’accueil. C’est donc en toute logique qu’il a édifié, en fond de ce grand hall, une façade intérieure délimitant l’emprise réelle de l’école. Suivant le principe retenu pour les adjonctions contemporaines, l’architecte a construit cette façade intérieure en parpaing et laissé libre cours à son expression en lui conférant un ordonnancement classique.
À l’extérieur, les travaux de réhabilitation ne sont pas intervenus sur les façades en briques. Les maçonneries extérieures ont juste été nettoyées et toutes les menuiseries de l’ancienne usine, portes et fenêtres, ont été refaites à l’identique, faute d’avoir pu réutiliser celles d’origine, en raison de leur vétusté. Cependant, la volonté de maintenir l’enveloppe du bâtiment dans son aspect d’origine s’est heurtée aux exigences en matière de sécurité incendie. Celles-ci ont nécessité l’installation de deux escaliers de secours extérieurs, greffés sur la façade principale. L’installation d’un escalier de secours accroché sur l’aile ouest, prévu dès le concours, s’accompagne d’une modification significative de la travée sur laquelle il s’appuie. Le parti retenu par l’architecte a été que toute intervention contemporaine s’exprime sur un autre registre au niveau des matériaux, des couleurs et style. La travée a donc été entièrement remaniée et réinterprétée dans le style postmoderne avec la mise en place de baies vitrées sur toute la hauteur du bâtiment face à l’escalier de secours, d’une maçonnerie en parpaing brut et de poteaux de béton recouverts de céramiques colorées et d’un couronnement de l’ensemble par un fronton en brique. L’architecte a dérogé ici aux prescriptions du programme qui préconisait l’utilisation exclusive de la brique, du métal et du verre comme matériaux en cas d’intervention sur l’enveloppe extérieure. L’escalier proprement dit, avec sa structure métallique hélicoïdale, sa couleur jaune et son envergure est conçu comme un objet volontairement prégnant. La plasticienne-coloriste Maryvonne Frossard, associée à l’opération, le présente comme un signal chromatique et dynamique "contrastant dans le paysage normand". Malgré la construction de cet escalier de secours face à l’aile Ouest, les pompiers exigent de l’architecte la mise en place d’un second escalier extérieur pour satisfaire aux normes de sécurité. En réponse, le maître d’œuvre conçoit un autre escalier comme un objet massif, incontournable et délibérément provocateur. Sa structure métallique, peinte en bleu et contreventée par des parpaings de béton, est adossée sur le corps central, masquant à la fois l’entrée principale de l’usine et le petit balcon du premier étage qui signalait la présence du bureau du patron à cet endroit. L’entrée de l’école a été située au pied de cet escalier monumental. Elle se trouve ainsi complètement désaxée et reléguée en bout d’école, même si elle reste centrée par rapport au bâtiment existant. Dans le projet initial, l’entrée de l’établissement était prévue par la façade ouest, sur la largeur de 24 mètres du bâtiment, selon une logique de circulation qui voulait que les usagers accèdent au site par la rue des Petites-Eaux-de-Robec, depuis la limite sud de la parcelle, via un portillon métallique existant, percé dans le mur d’enceinte du site.
La géométrie du toit a également été conservée et seuls ses matériaux constitutifs furent changés. Les tuiles industrielles de grand format ont été remplacées par des panneaux double peau et des verrières sur les toitures des deux corps de bâtiment, ce qui représente les principales transformations extérieures sur le bâtiment lui-même. Ces très larges verrières assurent un éclairage naturel zénithal, autre priorité du projet. Ces vitrages surplombent les espaces de distributions, comme les cages d’escaliers et les couloirs, afin que la lumière naturelle se diffuse le plus largement possible à l’intérieur du bâtiment.
Par ailleurs, le cahier des charges demandait des charges d'exploitation et une stabilité au feu qui rendaient utilisables à la fois les poteaux en fonte et les planchers en bois déjà existants. Ces poteaux et planchers vont tous servir d'étais et de coffrages, et être ensuite conservés comme colonnes et plafonds dans le bâtiment terminé. Ils ont permis de réaliser un chantier à l'abri sur 3 à 5 niveaux simultanément à l'aide de coffrages carton dépliés sur place. Ces coffrages en carton avaient été choisis pour leur légèreté et leur facilité de manutention. En effet, ni les façades, ni le toit ne devaient rester béants. Une fois les planchers définitifs coulés, des vides furent créés, en découpant simplement les planchers d'origine, pour installer des escaliers ou pour obtenir des espaces d’une hauteur de 2 ou 3 niveaux. Les poteaux stables au feu furent coulés sur des pieux battus à l'intérieur même du bâtiment, et coulés dans des coffrages carton. Le chantier n’a duré qu’un peu plus d'un an, en 1982 et 1983, grâce à ces techniques. Cependant, le chantier et une étude de sol complémentaire ont révélé que le bâtiment était construit sur un terrain remblayé, ce que n’avait pas sondé la première étude de sol. Cette nouvelle étude, au coût non négligeable, est arrivée alors que les plans d’éxécution des ouvrages étaient déjà réalisés. Il a donc fallu rajouter deux files de poteaux pour ne pas avoir à refaire l’ensemble des études.
La grande cheminée en briques de l’usine a été conservée sur l’insistance de Patrice Mottini. Elle a été tubée et réutilisée pour l’évacuation des fumées de la nouvelle chaufferie de l’école construite à l’emplacement de l’ancienne. La réutilisation de la cheminée a permis de lui rendre son utilité et d’obliger ainsi l’État à l’entretenir. L’ancienne chaufferie était construite en sous-sol à quelques mètres de distance de la façade principale de l’usine. La nouvelle chaufferie a été installée au même endroit. Elle a été rehaussée et recouverte d’une verrière aménagée en salle de cours. La présence de la cheminée et de cette chaufferie participe à la qualité architecturale du site et joue un rôle mémoriel fondamental, dans la mesure où ces deux éléments constituent des témoins prégnants de la fonction industrielle du lieu. Dans le sous-sol de la chaufferie se trouvent encore les façades des trois chaudières qui alimentaient les machines à vapeur de l’usine. En revanche, malgré l’insistance de l’architecte, aucun métier à tisser n’a pu être conservé dans l’école alors qu’ils étaient encore en place au moment du concours.
La commune de Darnétal, quant à elle, a pris en charge l’entretien du parc de l’école d’architecture et l’a laissé ouvert au public. La maison du contremaître de l'usine n'a pu être conservée du fait du désintérêt des collectivités publiques.
Les travaux, lancés en août 1982, ont été achevés au début de l’année 1984. En mars, 350 élèves architectes intègrent leur nouvelle école.
Des années plus tard, l’architecte Patrice Mottini construisait un bâtiment de recherche dans le parc, à quelques mètres de l’usine Fromage. Après que le terrain d’assiette de ce nouveau bâtiment fut choisi, dès l’entame du chantier, on découvrit les fondations de l'ancienne maison du directeur de l'usine.

## Projet d'établissement
L’École nationale supérieure d'architecture de Normandie se positionne comme une école d’ouverture. Elle s’appuie sur l’ancrage régional et contextuel de l’établissement, et développe également ses relations à l'étranger en recherchant des partenariats ciblés. Des programmes et conventions d’échanges avec de nombreuses écoles d’Europe, d’Amérique du Nord, d’Amérique latine et d’Asie lui donnent une dimension internationale. Aussi, l'ENSA Normandie s’oriente vers l’interdisciplinarité et répond aux problématiques contemporaines et nouvelles du développement durable.
L'École nationale supérieure d'architecture de Normandie peut aujourd’hui afficher 6 axes structurants :
- Asseoir son expertise d’enseignement supérieur avec les trois cycles de formation initiale L M et D et en confortant la formation professionnelle continue au sein du CREPA.
- Développer la recherche dans la formation initiale en articulant la formation à la recherche et la formation par la recherche.
- S’appuyer sur le contexte territorial en structurant des partenariats à l’échelle du réseau de l’enseignement supérieur et de la recherche (COMUE, Normandy tech, et CESAR) d’une part, avec les acteurs institutionnels porteurs des politiques d’aménagement d’autre part, les acteurs institutionnels porteurs de la diffusion de la culture architecturale et les acteurs du monde économique.
- Renforcer les relations internationales : ouvrir l’école à l’Europe et à l’international en recherchant des partenariats ciblés et cohérents. Ouvrir davantage l’école à l’environnement international est une nécessité afin de garantir son avenir et son développement.
- Accompagner la vie étudiante pour rendre les étudiants acteurs de leur cheminement vers l’autonomie dans un cadre de vie agréable et durable.
- Créer des conditions d’accueil et de travail sereines pour les différents acteurs de l’établissement dans une politique de reconnaissance de la santé au travail.

## Les formations

### Licence Master Doctorat
L’École nationale supérieure d’architecture de Normandie organise sa formation initiale sur trois cycles.
Le DEEA (Diplôme d’Études En Architecture) conférant le grade de licence, est dévolu à l’acquisition des connaissances fondamentales de la discipline architecturale inscrite dans leur contexte environnemental et sociétal, ainsi qu’à une initiation aux questions urbaines aux différentes échelles.
Le DEA (Diplôme d’Etat d’Architecte) conférant grade de master, se consacre à la constitution d’une expertise des étudiants en matière de conception développant à partir de quatre domaines d’études les connaissances acquises en Licence. La notion d’expertise nécessite une capacité spécifique à construire des liens explicites entre Théorie et Pratique, ce qui convoque une aptitude à la recherche à laquelle les étudiants sont formés dans le cadre des séminaires de Master réunis en une plateforme coopérative interactive conjuguant recherche et recherche-action pour offrir une ouverture sur la capacité de la recherche à « porter » une production.
Le cycle doctorat : l’équipe de recherche 74 64 ATE Normandie accueille des doctorants pour les conduire au diplôme du doctorat (Bac+8) en lien avec l’École doctorale 556 (Homme, Sociétés, Risques, Territoires).

### L'HMONP (Habilitation de l’architecte diplômé d’État à l’exercice de la Maîtrise d’Œuvre en son Nom Propre)
À l’ENSA Normandie, la philosophie générale se caractérise par une démarche réflexive et prospective vis-à-vis de la maîtrise d’œuvre. Elle est également pensée en fonction de la spécificité du métier d’architecte, à savoir la pratique, ou plutôt les pratiques, de conception.
La formation théorique commence par trois séminaires, les CIPPADE (Construction individualisée du parcours professionnel de l’ADE), organisés en octobre, novembre et décembre de chaque année.
Elle se poursuit par cinq séminaires – à raison d’un séminaire de trois jours par mois de janvier à mai – se structurant autour des axes de réflexion suivants :
- les responsabilités personnelles du maître d’œuvre ;
- les réglementations, les normes constructives et les usages ;
- la gestion et les techniques de suivi de chantier ;
- le processus de production du projet urbain ;
- le processus de production du projet architectural.

À mi-parcours et en fin de formation, deux ateliers CIPPADE permettent de vérifier que les attendus de la formation sont en cours de construction.
Un autre enjeu, pour cette formation complémentaire, est sans doute celui de chercher à maintenir une certaine pluridisciplinarité et une présence des acteurs de la recherche afin d’assurer un recul critique et des moyens du décryptage des situations professionnelles abordées. Ainsi, les enseignements des séminaires sont pensés sous la forme d’une série d’interventions permettant la confrontation de différents points de vue. L’équipe enseignante responsable de la formation HMONP de l’ENSA Normandie est composée de 5 enseignants, dont 3 architectes praticiens, 1 architecte-chercheur et 1 architecte-acousticien.

### Les formations spécialisées

#### Le parcours DRAQ
Le parcours Diagnostic et réhabilitation des architectures du quotidien (mention génie civil), d’une durée d’un an, est un master co-accrédité avec l’Université du Havre. Il s’agit d’une formation au diagnostic, aux pathologies du bâtiment et à la recherche de réponses architecturales et techniques, dans le cadre de la notion de l’environnement durable.
Pour intégrer ce master il faut soit avoir effectué une première année de master en architecture, soit avoir effectué une première année de génie civil ou équivalent bac+4 (bâtiment, patrimoine, histoire de l’art…). À noter que pour les étudiants étrangers une très bonne connaissance de la langue française est exigée. En fonction de leur formation d’origine, les étudiants obtiennent le diplôme mention génie civil-parcours Dracq. Les cours sont dispensés 2 ou 3 jours par semaine au sein des deux établissements. Ce master assure différents débouchés: maîtrise d’œuvre, assistance à la maîtrise d’ouvrage, contrôle technique, gestion et maintenance auprès d’organismes publics ou privés, direction de chantier dans les entreprises du bâtiment.

#### La licence d'architecture à Hanoï
En partenariat avec l’ENSA Toulouse, l’ENSA Bordeaux, l'ENSA PAris-Belleville et l’Université de Hanoï au Vietnam, L'ENSA Normandie est partenaire du cycle LMD de la filière francophone en architecture. Elle délivre la licence, alors que l'ENSA Toulouse délivre le Master.

#### Licence Architecture/Ingénierie/Urbanisme
L’École nationale supérieure d’architecture (ENSA) Normandie et l’Institut National des Sciences Appliquées (INSA) Rouen Normandie proposent un nouveau cursus architecture, ingénierie et urbanisme à la rentrée 2020-2021 pour 30 étudiants.
Ce double cursus se déroulera à l’antenne havraise de l’INSA au sein du département Génie Civil et Constructions Durables (GCCD). Les étudiants pourront être amenés à se déplacer à l’ENSA Normandie.

## Directeurs
- 1904-1933 Victorien Lelong (1866-1933)
- 1933-1945 Édouard Delabarre (1871-1951)
- 1945-1974 François Herr (1909-1995)
- 1975-1987 Jean-Claude Guillerm (1940-2017)
- 1987-1990 Jean-Pierre Maillard (1944)
- 1990-1997 Jean-Paul Dumontier
- 1997-2003 Francis Nordemann (1949)
- 2003-2006 Olivier Leblois (?)
- 2006-2009 Jean-Michel Knop (1968)
- 2009-2018 Fabienne Fendrich (1960)
- 2018-2019 Fabien Sottiez (par interim) (1975)
- Depuis le 1er février 2019 : Raphaël Labrunye (1980)

## Enseignants
Liste des enseignants sur site internet de l'ENSA Normandie

## Anciens enseignants
- Pierre Chirol
- Michel Viot
- Florence Lipsky
- Philippe Madec
- Philippe Rahm
- Jean Duminy